# Condado de Adams (Iowa)
O Condado de Adams é um dos 99 condados do estado norte-americano do Iowa. A sede do condado é Corning, que é também a sua maior cidade. O condado tem uma área de 1101 km² (dos quais 5 km² estão cobertos por água), uma população de 4482 habitantes, e uma densidade populacional de 4 hab/km² (segundo o censo nacional de 2000). O condado foi fundado em 1853 e o seu nome é uma homenagem ou a John Adams ou ao seu filho John Quincy Adams, segundo e sexto presidentes dos Estados Unidos.